# 李祥敏
李祥敏（韓語：이상민，1965年11月10日—），大韩民国律師，曾擔任法官，2022年被提名為尹錫悅政府的行政安全部部長。他在任內因梨泰院踩踏事故被國會彈劾，成為首位被彈劾的內閣部長。

## 早年
李祥敏毕业于冲岩高等学校，与总统尹锡悦和前国防部长金龙显为校友。

## 遭國會彈劾
梨泰院踩踏事故發生後，李祥敏向受害者正式道歉，但仍遭韩国国会於2023年2月8日通過彈劾，其職權依憲法遭暫停行使，改為次長韓唱燮代理，並將交由憲法法院審判，成為韓國史上首位被國會彈劾的國務委員；同年7月25日，憲法法院九位法官一致判決駁回彈劾案，李祥敏復職。不過2024年韓國戒嚴後，李祥敏辭職。

## 独检调查
2025年7月，因在2024年韓國戒嚴涉嫌指示切断媒体水电而被独检组调查。2025年8月1日，首尔中央地方法院签署逮捕令，正式逮捕李祥敏。8月8日，首尔中央地方法院驳回李祥敏提出的逮捕合法性审查申请。